# Iust I al Ierusalimului
Episcopul Iust I al Ierusalimului (n.  ? – d. 107 d.Hr.), al cărui nume ebraic este Iuda, a fost un conducător creștin evreu din secolul al II-lea și, conform majorității tradițiilor creștine, al treilea episcop al Ierusalimului, al cărui episcopat a avut loc în perioada 107-113 d.Hr. El i-a succedat lui Simeon din Clopa, care a murit răstignit în 107/108 sau în 115-117. Iust este probabil unul din fiii lui Iacob cel Drept, unul dintre frații lui Isus. Numele succesorului său, Zaheu I, înseamnă „cel drept” în limba aramaică.

## Biografie
Despre Iust nu se cunosc multe detalii. El apare în a treia poziție a tuturor listelor episcopale ale Ierusalimului, succedându-i lui Iacob cel Drept și lui Simeon din Clopa, începând cu cea a lui Eusebiu din Cezareea. El a fost probabil liderul comunității nazarene din oraș sau cel puțin al celor care au supraviețuit represiunilor masive ale romanilor după revolta evreiască din 66-74. Eusebiu din Cezareea precizează că a fost circumcis, mișcarea nazareneană considerându-se a fi o mișcare evreiască. Cu toate acestea, în ultimul sfert al secolului I, ruptura dintre nazareni și comunitatea evreiască s-a extins. Probabil în acest moment a fost scris un nou proiect al Birkat haMinim care conține un blestem asupra ereticilor (minim), printre care sunt incluși nazarenii.
Simon Claude Mimouni crede că este posibil ca Iust să fi fost fiul lui Iacob, „fratele” lui Isus. În acest caz, el ar fi aderat la episcopat la o vârstă avansată, deoarece s-ar fi „născut neapărat înainte de 61/62, data executării tatălui său, ceea ce ar putea explica apoi durata scurtă a mandatului său”, în special dacă Simeon a murit sub consulatul lui Tiberius Claudius Atticus Herodes (133), așa cum indică Eusebiu din Cezareea.
Numele său apare ca Iust (formă latinizată a „cel drept”) în majoritatea surselor. Într-una din listele episcopale, persoana numită Justus (al treilea de pe listă) este supranumit Barsabas. Totuși, el este desemnat sub numele de Iuda de către Epifanie de Salamina, care citează lista Constituțiilor Apostolice (VII, 46, 1). În acestea, se menționează că Iuda (Iust) este fiul lui Iacob (Constituțiile Apostolice VII, 46, 2). Cu alte cuvinte, „Iacob, fratele lui Hristos după trup”, așa cum se spune în Constituțiile Apostolice VIII, 35, 1. Pseudonimul - sau numele - Iust (cel Drept) se întâlnește foarte frecvent printre membrii familiei lui Iisus, care este el însuși numit Drept (și nu Iisus) de către Sfântul Ștefan în discursul său, așa cum este recompus în Faptele Apostolilor (v. 37), sau de Claudia Procula, soția lui Pilat în momentul procesului său. Numele său ar putea fi, așadar, Iuda, dar este mai bine cunoscut prin porecla sa „cel Drept”, care aproape devine un titlu.